# Saragatona de l'Índia
La saragatona de l'Índia (Plantago ovata) és una espècie d'angiosperma de la família de les plantaginàcies (Plantaginaceae) nativa d'Àsia Occidental i Àsia del Sud.
És una planta medicinal les llavors de la qual són una font comuna de mucílag, una substància usada com a fibra dietètica. En l'actualitat l'Índia subministra la totalitat del mercat mundial.

## Altres noms
Blond Plantago, Che Qian Zi, Ipágula, Isabgola, Isabgul, Ispagol, Pale Psyllium, Plantaginis Ovatae Semen, Plantaginis Ovatae Testa, Plantago decumbens, Plantago ispaghula, Ispaghula, Psilio, Psillium Blond, Psyllium, Psyllium Husk, Sand Plantain, Spogel.